# Diewica (obwód lipiecki)
Diewica (ros. Девица) – wieś (sieło) w Rosji, w obwodzie lipieckim, w rejonie usmańskim. W 2010 liczyła 1761 mieszkańców.